# TRIPOS
TRIPOS (akronym av Trivial Portable Operating System) är ett operativsystem som är Unix-liknande men skrivet i BCPL istället för C. En portning till M68000 av TRIPOS gjord av Metacomco användes som grund när man konstruerade AmigaOS, men är numera i stort sett helt ersatt.
TRIPOS fanns för PDP-11, DG Nova och GA-16/220.